# مارکو دلوکیو
مارکو دلوکیو (به ایتالیایی: Marco Delvecchio) بازیکن فوتبال و اهل ایتالیا است که از سال ۱۹۹۸ میلادی عضو تیم ملی فوتبال ایتالیا بوده و در ۲۲ بازی ملی حضور داشته‌است. او در بازی‌های ملی‌اش ۴ گل به ثمر رساند. وی زننده تک ایتالیا برابر فرانسه در فینال رقابتهای یورو 2000 بود، هرچند که در نهایت فرانسه توانست بازی را برده و قهرمان شود.
مارکو دلوکیو آخرین بازی ملی خود را در سال ۲۰۰۴ میلادی انجام داد.